# Arborele pagodelor din orașul Siret

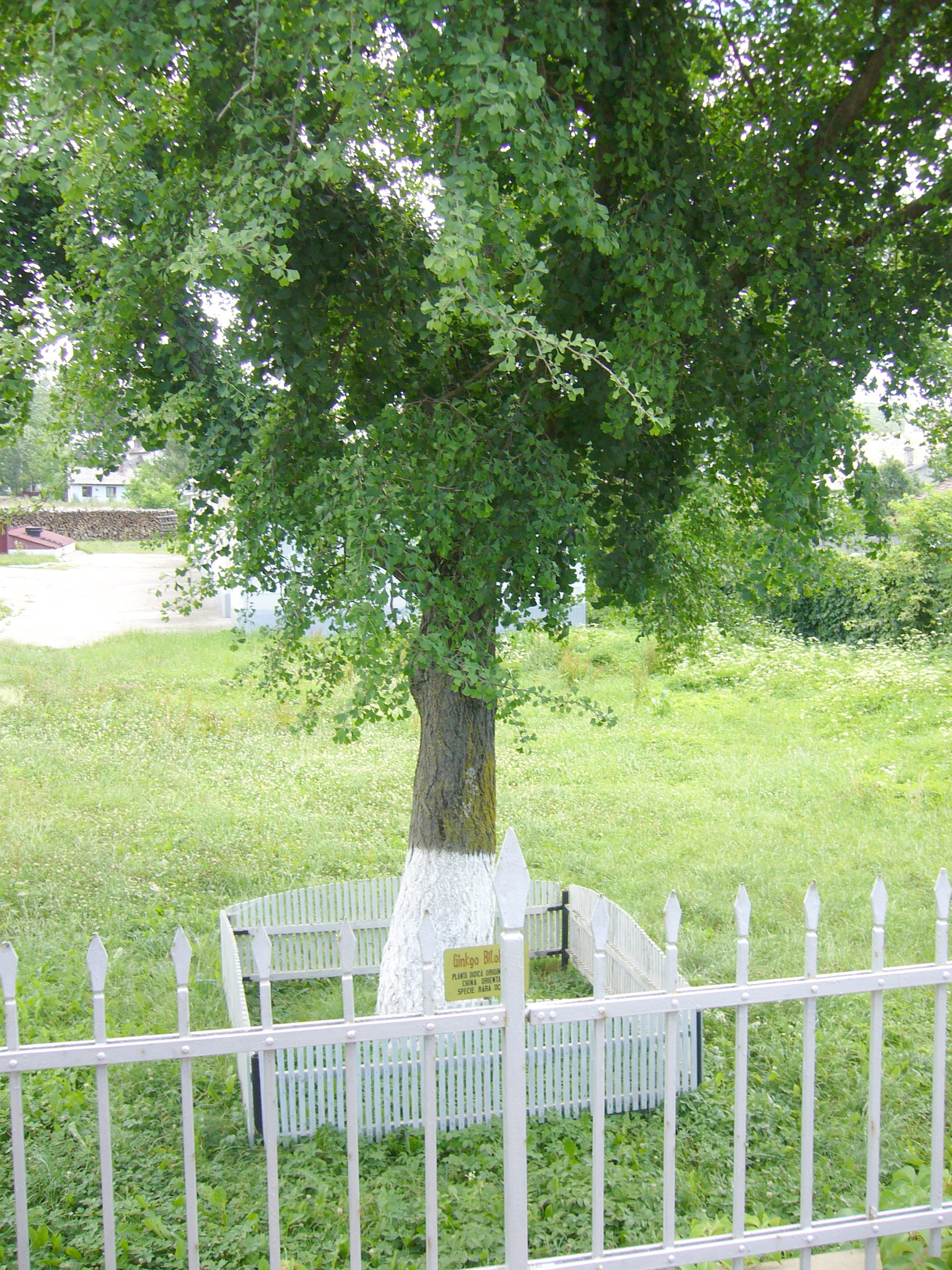
Arborele pagodelor din oraşul Siret

Acest exemplar de arbore al pagodelor (Ginkgo biloba) din orașul Siret, județul Suceava se află pe strada Alexandru cel Bun din Siret, înainte de intersecția acesteia cu calea ferată, peste drum de stația de alimentare cu carburanți, în curtea fabricii de morărit și panificație.
Acest arbore este unul dintre cele mai rare monumente ale naturii din județul Suceava, fiind unul dintre cei 10 arbori de acest fel aflați în România. În județul Suceava, sunt semnalate patru exemplare de talie mare din această specie, dintre care unul este cel din Siret.
Acest arbore a fost adus la Siret după unele surse în anul 1918 din Asia de Răsărit de către un român bucovinean, fost prizonier în Rusia și după alte surse, în perioada interbelică de familia de boieri Grecu, dintr-o grădina botanică din Franța.
În perioada 1967-1970, terenul pe care se afla arborele devine proprietatea Primăriei Siret, iar în clădirile existente pe acest perimetru se mută birourile cooperației. Unul dintre funcționari, observând calitățile arborelui, decide să anunțe Primăria orașului Siret, acest exemplar rar fiind luat în evidența Primăriei ca arie protejată din 1968.
Arborele din Siret are o înălțime de 16 metri, având un diametru al tulpinei de 1 metru. Coroana este ovală, bogată în crengi, are o înălțime de 11,5 metri și un diametru de 6 metri.